# آلتینژار
آلتینژار (به لاتین: Altynzhar) یک منطقهٔ مسکونی در روسیه است که در استان آستراخان واقع شده‌است.